# 副食品

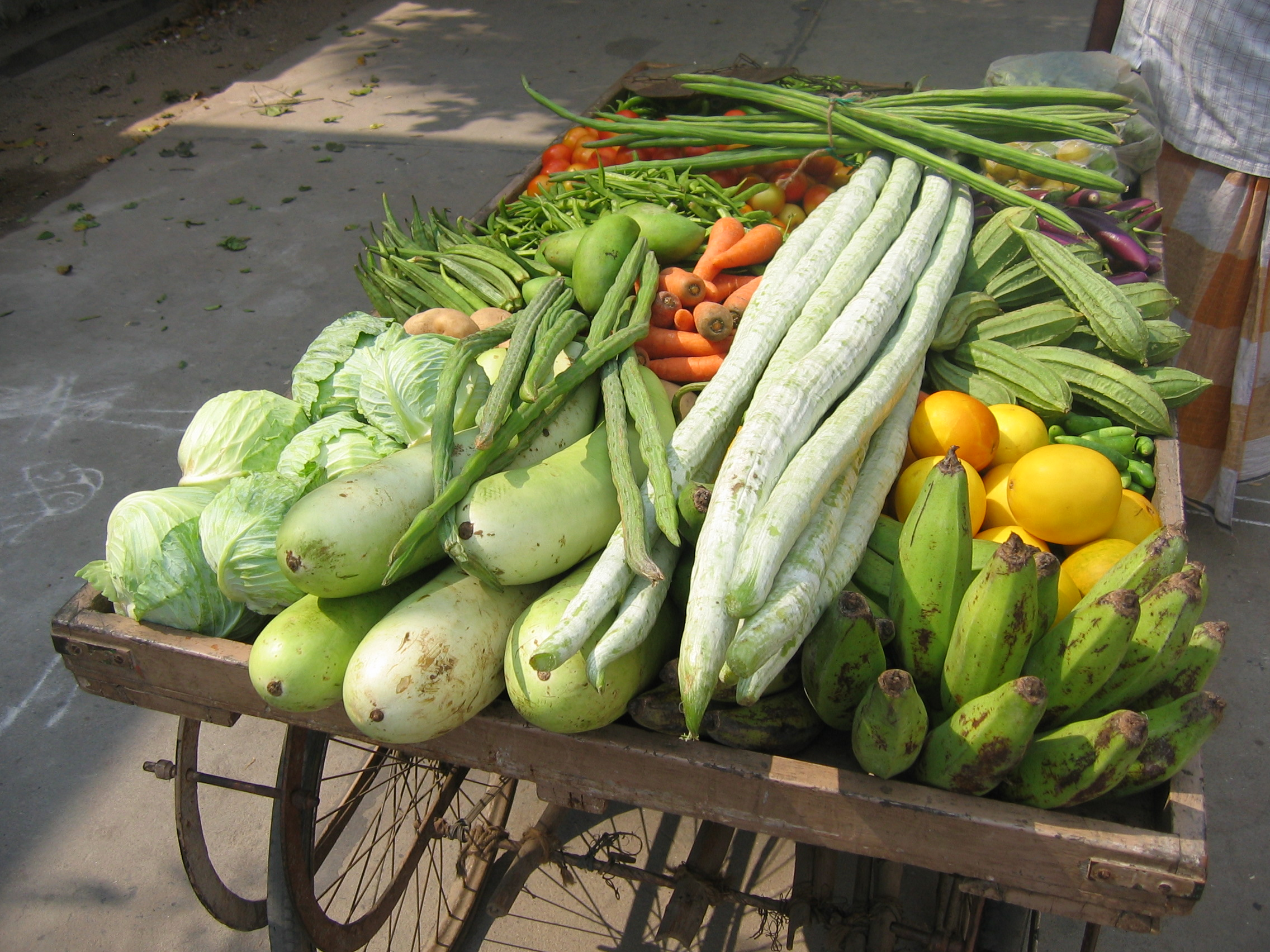
副食攤

副食品（英語：non-staple food）是營養學的一個分類，指主食以外的食物；其具體指涉範圍因不同飲食文化對「主食」的定義而異。
一般而言，米、小麥、玉米、馬鈴薯等澱粉含量較多，以提供食用者能量為主要目的食物視為主食，而其餘的肉類、蔬菜、水果、乳類等食物則視為副食品。

另外，有育嬰指南把副食品定義為嬰兒除了人奶和奶粉以外的「離乳食品」、斷奶前副食品，例如白粥等流質、泥狀、糊狀食物至軟軟的固體食物。 亦稱嬰兒食品(baby foods)。